# Montjoux
 Montjoux (auch: Montjoux-La Paillette genannt) ist eine französische Gemeinde mit 322 Einwohnern (Stand 1. Januar 2022) im Département Drôme in der Region Auvergne-Rhône-Alpes; sie gehört zum Kanton Dieulefit im Arrondissement Nyons.

## Geografie
Montjoux besteht aus zwei Teilen: Montjoux und  La Paillette. Es liegt auf einer mittleren Höhe von 460 Metern über dem Meeresspiegel am Südrand des Départements Drôme im Tal des Lez, einem Zufluss der Rhone, mit seinen beiden Zuflüssen, dem Ruisseau de Combe Maret und der Veyssanne. Eingerahmt wird der Ort von den Bergzügen des Massif des Baronnies der Préalpes françaises.
Montjoux ist fünf Kilometer südöstlich von Dieulefit und 32 Kilometer östlich von Montélimar gelegen. Die Nachbarorte sind Dieulefit, Vesc, Teyssières und Roche-Saint-Secret-Béconne.

## Bevölkerungsentwicklung
| Jahr                       | 1872 | 1901 | 1911 | 1946 | 1962 | 1968 | 1975 | 1982 | 1990 | 1999 | 2007 | 2016 |
| Einwohner                  | 559  | 295  | 265  | 185  | 156  | 158  | 172  | 229  | 252  | 295  | 310  | 339  |
| Quellen: Cassini und INSEE |      |      |      |      |      |      |      |      |      |      |      |      |

## Geschichte
Der Name des Ortes leitet sich vom lateinischen Mons Jovis, Berg des Jupiter. Die Bewohner werden Montjevins (m) bzw. Montjevines (f) genannt.
Wie im überwiegenden Teil der Region hatte man sich auch in Montjoux dem protestantischen Glauben zugewandt. Während der Hugenottenkriege kam es auch hier zu Auseinandersetzungen, insbesondere im September 1688. Infolgedessen verließen viele Familien den Ort.
Die starke Entvölkerung von Montjoux im 19. Jahrhundert schreiben Historiker dem Umstand zu, dass die Kiefernholzbestände keine ausreichenden Brennstoffquellen mehr für das im Ort betriebene Töpferhandwerk boten und es daher zu starken arbeitsmarktbedingten Abwanderungen kam.
Im Sommer 1944 befand sich in Montjoux ein Befehlsstand der Forces françaises de l’intérieur, einer gemeinsamen Widerstandsarmee der gaullistischen Widerstandsarmee „Armée secrète“ und der kommunistischen Francs-tireurs et partisans unter dem Kommando eines Capitain Alain, die den Versuch unternahmen, sich der deutschen Wehrmacht bzw. Waffen-SS entgegenzustellen, um Valréas und die Region von der deutschen Besatzung zu befreien, jedoch mit fatalem Ausgang.

## Bildung
Eine öffentliche Schule befindet sich in der Ortslage La Paillette.

## Verkehr
Durch Montjoux führen die Landstraßen (routes départementales) 538 von Dieulefit nach Nyons und 330, durch den Ortsteil La Paillette die routes départementales 130 und 330.

## Wirtschaft
Haupterwerbszweig von Montjoux ist die Landwirtschaft, die Schaf- und Ziegenzucht und der Anbau von Lavendel und Kräutern. Im Jahr 2000 waren von 289 ha landwirtschaftlicher Nutzfläche 175 ha für Kräuterkulturen ausgewiesen.

## Sehenswürdigkeiten
- Château de Montjoux, erbaut Ende des 15. Jahrhunderts, nach Verfall im 19. Jahrhundert wiederaufgebaut. Heute in Privatbesitz ist es während der „Journées du Patrimoine“ im September für Besucher geöffnet.
- Tour des Catinoux (Catinoux-Turm): Rest der mittelalterlichen Höhenburg La Batie-la-Lance.
- Überreste einer mittelalterlichen Schlossanlage mit Kapelle.

## Persönlichkeiten
A. Sambuc, protestantischer Theologe (La doctrine de rédemption d’après Saint Anselme. Toulouse 1868.)